# Corythucha bellula
Corythucha bellula är en insektsart som beskrevs av Gibson 1918. Corythucha bellula ingår i släktet Corythucha och familjen nätskinnbaggar. Inga underarter finns listade i Catalogue of Life.